# Kham-Zwerghamster
Der Kham-Zwerghamster (Urocricetus kamensis, Synonym: Cricetulus kamensis) ist eine zu den Tibetischen Zwerghamstern gehörende Art der Hamster.
Gewöhnlich werden ihm der Tibet-Zwerghamster und Urocricetus tibetanus zugeordnet, in einigen Systematiken außerdem der Ladakh-Zwerghamster.
Er bewohnt den Osten des Hochlands von Tibet in China.

## Körpermerkmale
Die Kopf-Rumpf-Länge des Kham-Zwerghamsters beträgt 88 bis 112 Millimeter, die Schwanzlänge 51 bis 64 Millimeter, die Hinterfußlänge 17 bis 18 Millimeter und die Ohrlänge 16 bis 18 Millimeter. Die größte Schädellänge beträgt 27 bis 29 Millimeter und das Körpergewicht 20 bis 40 Gramm.
Das Fell der Oberseite ist dunkelbraungrau, kann jedoch auf dem Rücken schwarze Flecken oder Streifen aufweisen. An der Hüfte reicht die schwarze Färbung den oberen Teil des Beins hinunter. Die Unterseite ist grauweiß, die Haare sind am Ansatz dunkel und an der Spitze weiß. An der Flanke bilden die gegensätzlichen Farben der Ober- und Unterseite eine wellenartige Zeichnung. Auf der Oberseite des Schwanzes verläuft ein dunkler schmaler Streifen, darunter und an der Spitze ist er vollständig weiß. Der Schwanz ist dick und mit Leithaaren bedeckt.
Der Schädel ist leicht konvex, so dass die Oberseite nach oben gewölbt ist. Die vordere, äußere Kante des Scheitelbeins ist rund und stumpf und das Zwischenscheitelbein ist nicht übermäßig niedrig und flach. Die Paukenblasen sind klein und die Schneidezahnlöcher sind kurz und reichen nicht bis zur Höhe des ersten oberen Backenzahns zurück.
Vom Ladakh-Zwerghamster, vom Tibet-Zwerghamster, von Urocricetus tibetanus und vom Grauen Zwerghamster unterscheidet sich der Kham-Zwerghamster durch den mehr als fünf Zentimeter langen Schwanz und die Schwarzfärbung der Hüfte.

## Lebensweise
Der Lebensraum des Kham-Zwerghamsters sind Grasländer der Hochgebirge, strauchige Sümpfe und offene Steppen in Höhen von 3300 bis 4100 Metern. Er ist tag- und nachtaktiv und ernährt sich von Getreide, von den Samen von Gräsern und von Insekten. Sein selbstgegrabener Bau ist 50 Zentimeter tief und dient dem Hamstern von Körnern, von denen er sich im Winter ernährt. Die Fortpflanzung findet zwischen Mai und August statt, der Höhepunkt liegt im Juni und Juli. Die Anzahl der Jungtiere je Wurf beträgt fünf bis zehn, am häufigsten sind sieben bis acht Jungtiere.

## Verbreitung und Bestand
Das Verbreitungsgebiet des Kham-Zwerghamsters sind der Osten Tibets, der Nordwesten Sichuans, Qinghai, der Nordwesten Gansus und der Süden Xinjiangs. Er ist in China endemisch.
Die Internationale Naturschutzunion stuft ihn als nicht gefährdet ein.

## Unterarten
Smith und Hoffmann (2008) unterscheiden zwei Unterarten des Kham-Zwerghamsters:
- Cricetulus kamensis kamensis (Satunin, 1903) im Osten Tibets, im Nordwesten Sichuans und im Süden Qinghais sowie
- Cricetulus kamensis kozlovi (Satunin, 1903) im Norden Qinghais, im Nordwesten Gansus und im Süden Xinjiangs.[1]

### Urocricetus kamensis kamensis
Argiropulo (1933) führt die Form als eigenständige Art Cricetulus kamensis,
während sie laut Ellerman und Morrison-Scott (1951)
und Flint (1966)
möglicherweise mit dem Langschwanz-Zwerghamster identisch ist.
Das Typusexemplar von Cricetulus kamensis kamensis wurde am Fluss „Moktschjun“ im Bezirk Mekong der Region Kham im Nordosten Tibets gefunden und 1903 von Konstantin Alexejewitsch Satunin als Urocricetus kamensis beschrieben.

### Urocricetus kamensis kozlovi
Argiropulo (1933) führt die Form als eigenständige Art Cricetulus kozlovi,
Allen (1940) ordnet sie dagegen dem Daurischen Zwerghamster zu.
Laut Flint (1966) ist sie ebenfalls möglicherweise mit dem Langschwanz-Zwerghamster identisch.
Wang und Zheng (1973) ordnen kozlovi als subjektives Synonym dem Kham-Zwerghamster zu, eine Zuordnung der einige Systematiken folgen (Corbet, 1978; Honacki und Mitarbeiter, 1982;
Musser und Carleton, 1993, 2005.)
Laut Lebedew und Potapowa (2008) ist die Form dagegen mit dem Grauen Zwerghamster identisch. Das Typusexemplar von Cricetulus kamensis kozlovi, Balg- und Schädelfragmente eines halbwüchsigen Hamsters, wurde im Nan Shan gefunden und als Urocricetus kozlovi ebenfalls 1903 von Satunin beschrieben.